# Michel Tardieu
Michel Tardieu (* 10. April 1938 in Mareuil-sur-Belle, Dordogne) ist ein französischer Religionshistoriker.

## Werdegang
Nach einer Licence ès lettres wurde Tardieu Attaché de recherche (wissenschaftlicher Mitarbeiter) in der Sektion Philosophie et histoire des sciences des Centre national de la recherche scientifique (CNRS). 1976 wechselte er als Directeur d’études in der Nachfolge von Pierre Hadot an die Section des sciences religieuses (Ve section) der École pratique des hautes études und war von 1984 an zugleich Directeur des Centre d’études des religions du livre in der Unité de Recherche Associée URA 152 des CNRS. Von 1991 bis 2008 war er als Inhaber des Lehrstuhls Histoire des syncrétismes de la fin de l'Antiquité („Geschichte der Synkretismen der Spätantike“) Professor am Collège de France und leitete dort das Institut d’histoire des christianismes orientaux. Er ist zudem Mitglied des Laboratoire d'études sur les monothéismes (Unité Mixte de Recherche UMR 8584) des CNRS, das aus dem Centre d’études des religions du livre der URA 152 hervorgegangen ist.
Tardieu arbeitet, ausgestattet mit Kenntnissen in zahlreichen nah- und fernöstlichen Sprachen, vor allem zur Gnosis, dem Manichäismus, dem Zoroastrismus, den chaldäischen Orakeln, den Nag-Hammadi-Schriften und den spätantiken Synkretismen. Umstritten ist seine in der Monographie Les paysages reliques (1990) entwickelte Hypothese, nach der Damaskios und sein Schüler Simplikios sowie fünf weitere Neuplatoniker sich nach der Schließung der Platonischen Akademie in Athen durch Kaiser Justinian I. im Jahr 529 nach ihrer Rückkehr in das Oströmische Reich in Carrhae (Harran in der heutigen Türkei) niederließen.
1975 erhielt er die Médaille de bronze des CNRS.

## Schriften (Auswahl)
- Trois mythes gnostiques. Adam, Éros et les animaux d’Égypte dans un écrit de Nag Hammadi (II, 5). Paris/Brepols, Études Augustiniennes/Turnhout, 1974.
- Le Manichéisme. Paris, Presses Universitaires de France (coll. Que sais-je ?, no 1940) 1981; deuxième édition corrigée 1997.
- Écrits gnostiques. Codex de Berlin. Paris, Éditions du Cerf 1984.
- mit J.-D. Dubois: Introduction à la littérature gnostique, I. Collections retrouvées avant 1945. Paris, Éditions du Cerf/Éditions du CNRS 1986.
- Études manichéennes. Bibliographie critique 1977–1986. Téhéran/Paris, Institut français de recherche en Iran 1988.
- Les paysages reliques. Routes et haltes syriennes d’Isidore à Simplicius. Louvain/Paris, Peeters/Librairie Vrin 1990.
- Recherches sur la formation de l’Apocalypse de Zostrien et les sources de Marius Victorinus. Louvain/Paris, Peeters/Librairie Vrin (coll. Res Orientales, IX) 1996.
- mit Helmut Seng (Hrsg.): Die Chaldaeischen Orakel. Kontext – Interpretation – Rezeption. Heidelberg, Universitätsverlag Winter 2011.